# La Città (quotidiano)
la Città è una testata giornalistica quotidiana, fondata a Roma da Uniedit S.r.l. ed organizzata in una redazione nazionale con funzione di agenzia giornalistica per una rete di testate locali. 
Il progetto è avviato nel 1996: il primo numero del quotidiano vede la luce mercoledì 6 marzo 1996 e sarà poi presente in edicola, con esiti diversi, tutti i giorni della settimana ad eccezione del lunedì.
L'organizzazione del lavoro utilizza una redazione nazionale, con sede in Roma, che fornisce a tutte le testate collegate i servizi di prima pagina (con una finestra per lo strillo locale), Primo piano, Politica, Attualità, Cultura, Economia, Mondo, riservando alle singole redazioni locali la definizione delle pagine di Cronaca e di interesse locale.
Inizialmente sono costituite 3 distinte testate locali, di cui Uniedit S.r.l. mantiene il controllo, che assumono la denominazione La Città - Quotidiano di seguita dalla indicazione del territorio di riferimento.

## la Città – Quotidiano di Napoli
Edito da Edinapoli S.r.l.. Il primo direttore responsabile è Pasquale Nonno. A lui succederà nella carica, dal luglio ad ottobre dello stesso anno, Antonio Sasso. Entrambi questi direttori avevano partecipato alla fondazione della testata.

## la Città – Quotidiano di Salerno e Provincia
Edito da Edisalerno S.r.l. Il direttore responsabile è Andrea Manzi, co-fondatore della testata, che la dirige per sette anni (1996-2003), traghettandone il passaggio (3 giugno 1997) da Edisalerno S.r.l. a Svedit Sud Sviluppo Editoria Sud S.p.A., e da questa a Finegil S.p.A., entrambe facenti capo al Gruppo Editoriale L'Espresso. Nel 2001 la testata raggiunge il record di vendite (oltre 10.000 copie al giorno), "scippando" nel Salernitano la leadership a Il Mattino, storico quotidiano del Mezzogiorno. 
Dopo le dimissioni di Manzi, gli subentrano nella carica di direttore i giornalisti Maurizio De Luca, Luigi Vicinanza, Angelo Di Marino, Enzo D'Antona e Stefano Tamburini, con cui si chiude il 30 ottobre 2016 la gestione del Gruppo L'Espresso, che cede la testata a Edizioni Salernitane S.r.l.. Il giornalista chiamato a dirigerla è di nuovo Andrea Manzi, che, dal gennaio del 2018, lascia il suo ruolo ad Antonio Manzo.
Nel febbraio 2019 il quotidiano interrompe le pubblicazioni a causa di una crisi aziendale che avvia la procedura di scioglimento della relativa casa editoriale. La crisi è infine risolta con un nuovo passaggio di mano: la testata è acquisita da Quotidiani Locali S.r.l. e riprende la pubblicazione online e su carta nel marzo del 2019.
Dal 29 dicembre 2020 il nuovo direttore diventa Tommaso Siani dopo le dimissioni del predecessore Antonio Manzo.

## la Città – Quotidiano di Terra di Bari
Edito da Edilevante S.r.l.